# Gil Parés i Vilasau
Gil Parés i Vilasau (Barcelona, 3 d'octubre de 1880 - ídem, 26 de juliol de 1936) va ser un sacerdot català, primer rector del Temple Expiatori de la Sagrada Família, la gran obra d'Antoni Gaudí i del modernisme català.

## Biografia
Va estudiar amb els jesuïtes i el 1898 va acabar el batxillerat. Va ingressar al Seminari de Barcelona en 1899, i el 1905 va oficiar la seva primera missa. El 1906 va ser nomenat capellà-custodi de l'Oratori de Sant Josep —futur Temple de la Sagrada Família—, on va fer una gran labor social, com va demostrar impulsant les Escoles de la Sagrada Família per ensenyar als nens pobres del barri. També va crear nombroses obres religioses, com l'Apostolat de l'Oració, la Lliga de la Perseverança, la Congregació de Filles de María, l'Ateneu de la Sagrada Família, etc.
El 1907, el bisbe de Barcelona, Salvador Casañas i Pagès, va elevar la cripta de la Sagrada Família a la categoria de tinença —sufragania de la parròquia de Sant Martín de Provençals— i va nomenar a Parés capellà tinent. Va mantenir una gran amistat amb Gaudí, al que va reconèixer després del seu fatal accident amb un tramvia, quan erròniament va ser confós per un captaire. Mosén Gil va actuar de marmessor testamentari de l'arquitecte.
A causa de les seves idees catalanistes, Parés va ser desposseït del seu càrrec a la Sagrada Família pel nou bisbe, Manuel Irurita, imposat per la dictadura de Primo de Rivera i contrari a qualsevol manifestació de catalanisme. Va ser adscrit llavors a la parròquia de les Saleses del Passeig de Sant Joan de Barcelona.
Parés va morir assassinat durant el transcurs de la Guerra Civil Espanyola. En 2011 va ser enterrat en la cripta de la Sagrada Família, i es va iniciar el procés per a la seva beatificació, al costat d'altres 12 màrtirs del temple de la Sagrada Família.